# Symphyotrichum novi-belgii
Symphyotrichum novi-belgii (айстра вірґінська, айстра віргінська як Aster novi-belgii) — вид рослин з родини айстрових (Asteraceae), поширений у сх. США, сх. Канаді; натуралізований у Європі, Грузії, Австралії, Кубі.

## Опис

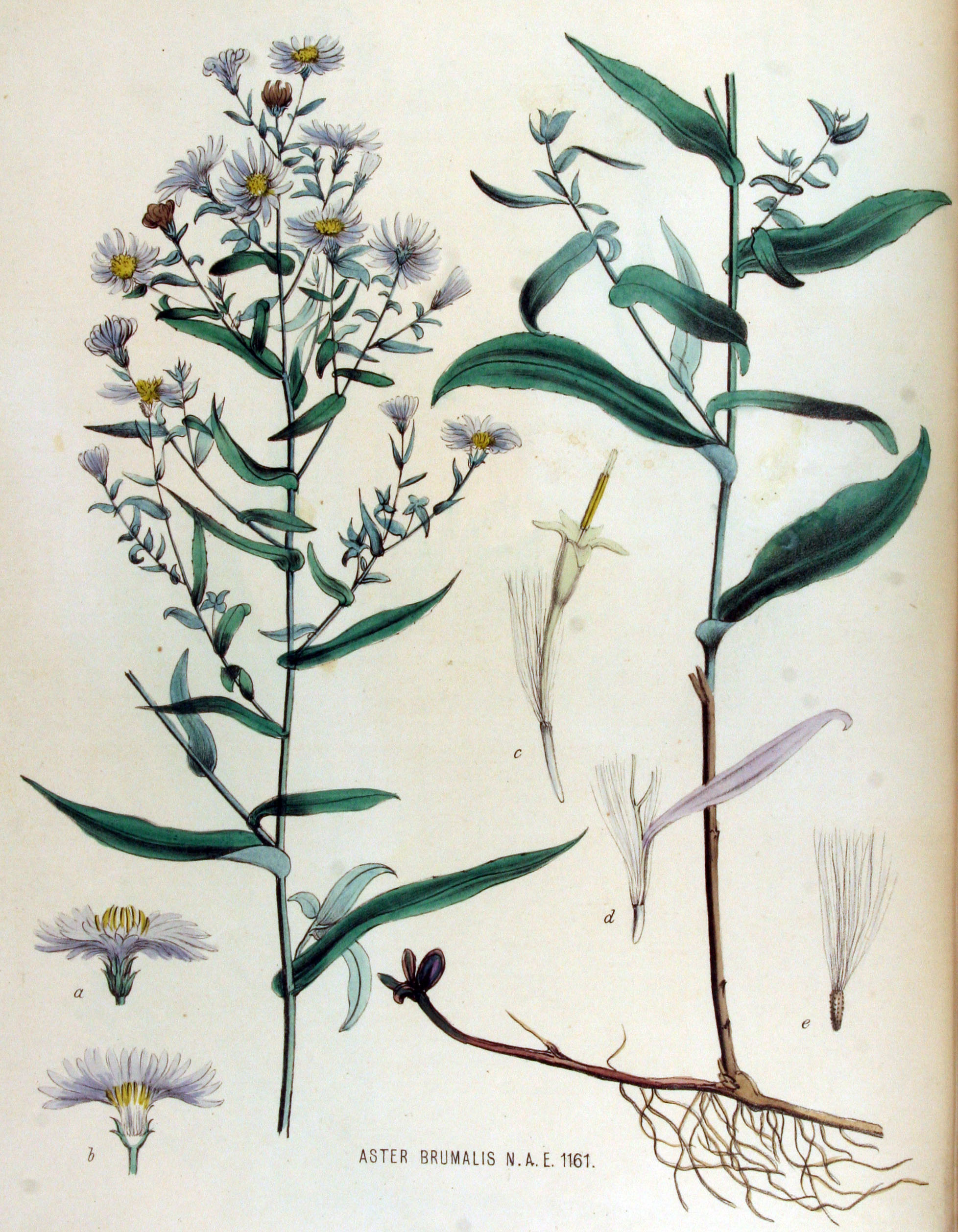
ілюстрація

Багаторічна рослина 25–160 см. Стебло в нижній частині покритий тільки простими волосками, розташованими 4 рядами; вгорі — повстяний. Кошики у волотистому суцвітті. Листки товсті, тверді, ± м'ясисті, краї лускоподібні, поверхні голі, знизу середні жилки іноді війчасті. Язичкових квіточок 15–35; віночки зазвичай синьо-фіолетові або фіолетові, рідше рожеві або білі. Дискових квіточок 28–68; віночки жовті, набуваючи від червонувато-коричневого до фіолетового кольору. Плід від жовтувато-коричневого до коричневого кольору, обернено-яйцеподібний, стиснутий, 2–4 мм, 4–6-жильний, поверхня від рідко волосатої до майже безволосої; чубчик від брудного до жовтуватого кольору, 4–6 мм.

## Поширення
Поширений у сх. США, сх. Канаді; натуралізований у Європі, Грузії, Австралії, Кубі; також культивується.
В Україні вид зростає в садах, парках, на квітниках — на всій території.

## Використання
Декоративна рослина.